# أبكاير (تمساوت)
أبكاير هو دُوَّار يقع بجماعة تمساوت، إقليم الحسيمة، جهة طنجة تطوان الحسيمة في المملكة المغربية. ينتمي الدوّار لمشيخة تمساوت التي تضم 10 دواوير. يقدر عدد سكانه بـ 588 نسمة حسب الإحصاء الرسمي للسكان والسكنى لسنة 2004.

## وصلات خارجية
- البوابة الوطنية للجماعات الترابية
- المندوبية السامية للتخطيط